# دانشگاه صنعتی امیرکبیر واحد گرمسار

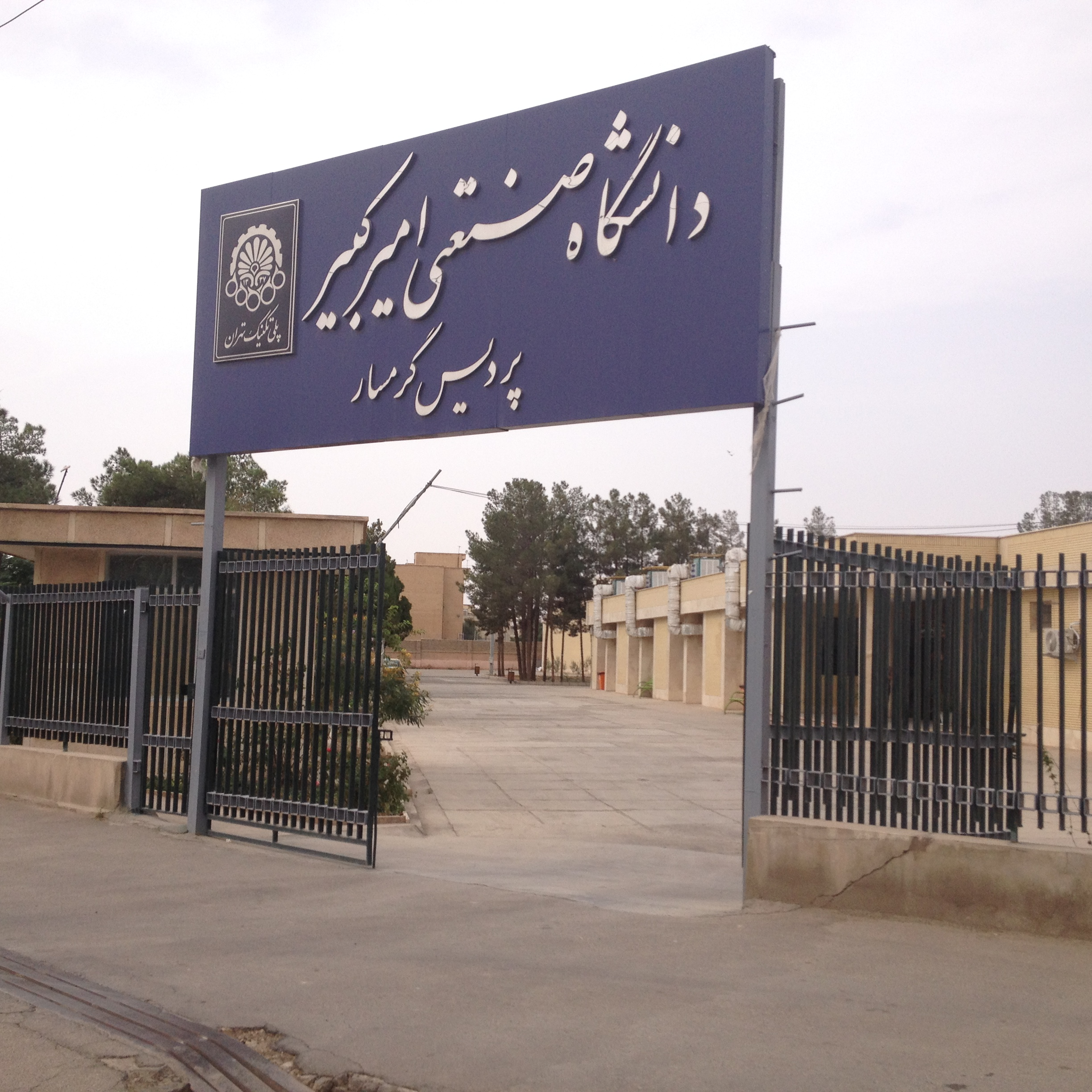
ورودی پردیس گرمسار

دانشگاه صنعتی امیرکبیر واحد گرمسار واحد دانشگاهی گرمسار است که در سال ۱۳۸۹ توسط دانشگاه صنعتی امیر کبیر پدید آمد.